# Kyren Wilson
Kyren James Wilson (* 23. Dezember 1991 in Kettering, Northamptonshire) ist ein englischer Snookerspieler. Er gewann die Snookerweltmeisterschaft 2024.

## Karriere

### Erstes Profijahr
Wilsons größte Erfolge im Juniorenbereich waren Siege bei der U18 Silver Waistcoat Tour in den Jahren 2005 und 2006. Sein erstes (inoffizielles) Maximum Break erzielte er 2009.
2007/08 bis 2009/10 nahm Wilson jeweils an der Pontin’s International Open Series (PIOS) teil, der damaligen Qualifikations-Turnierserie für die Snooker Main Tour. Nachdem er in den ersten beiden Spielzeiten nur Platz 57 bzw. 45 belegt hatte, gewann er in seiner dritten PIOS-Saison das sechste der acht Turniere (6:4 gegen Liam Highfield), so dass er sich am Ende als Fünfter der Gesamtrangliste für die Main Tour der Saison 2010/11 qualifiziert hatte.
Mangels guter Ergebnisse verlor er seinen Profistatus jedoch direkt nach seiner Debütsaison wieder. Seine besten Ergebnisse erzielte er bei der PTC-Serie 2010/11 mit dem zweimaligen Erreichen der Runde der letzten 32. Bei vollwertigen Ranglistenturnieren kam er nicht über die Runde der letzten 64 hinaus. Eine direkte Wiederqualifizierung über die Q School gelang ihm nicht.

### Als Amateur
In der Saison 2011/12 nahm er – nun wieder als Amateur – an allen 12 Turnieren der PTC-Serie teil. Mit Siegen über die Profis Ben Woollaston, Tian Pengfei, Michael Holt und Joe Perry erreichte er das Viertelfinale der Kay Suzanne Memorial Trophy 2011 (PTC 7). Bei den übrigen Turnieren kam er jedoch nie über die Runde der letzten 64 hinaus. Am Ende belegte er Platz 72 der PTC-Order of Merit und verpasste knapp die Main-Tour-Qualifikation. Um sich dennoch für die Snooker-Saison 2012/13 zu qualifizieren, meldete sich Wilson erneut bei den Turnieren der Q School an. Nach seinem Erstrundensieg beim ersten Event verlor er im Achtelfinale gegen den späteren Sieger Chen Zhe. Bei den folgenden beiden Events verlor er jeweils sein Auftaktmatch.
Somit blieben ihm in dieser Spielzeit erneut nur die PTC-Turniere, um sich mit den Profis zu messen. Sein bestes Ergebnis erzielte er erneut bei der Kay Suzanne Memorial Trophy, als er das Achtelfinale erreichte und unter anderem Stephen Maguire schlug. Zweimal kam er zudem unter die letzten 32, und fünf weitere Male sammelte er Punkte durch das Erreichen der Hauptrunde. Obwohl er diesmal nur 75. in der Order of Merit war, war er diesmal der Siebtbeste der noch nicht für die Main Tour qualifizierten Spieler und bekam so das Tourticket, diesmal für die nächsten beiden Spielzeiten.

### Profizeit ab 2013
In der Saison 2013/14 gelang ihm beim Shanghai Masters erstmals die Qualifikation für das Hauptturnier. Dort besiegte er dann mit Stuart Bingham und Marco Fu gleich zwei Top-16-Spieler und wurde erst im Viertelfinale von Michael Holt gestoppt. Bei den International Championship besiegte er in der Qualifikation Jamie Cope, und so fuhr er ein zweites Mal nach China. Dort besiegte er in Runde 1 ein weiteres Mal Stephen Maguire, bevor er in Runde 2 ausschied. Die dritte Fahrt zu den China Open endete dann allerdings mit einer Auftaktniederlage. Bei den weiteren Weltranglistenturnieren scheiterte er in der Qualifikation. Kleinere Erfolge hatte er zudem bei der Players Tour Championship; so erreichte er bei den Ruhr Open 2013 zum zweiten Mal ein PTC-Achtelfinale. Den erfolgreichen Saisonabschluss bildete für Wilson die Weltmeisterschaft; unter anderem mit Siegen über Rod Lawler und Graeme Dott qualifizierte er sich erstmals für die Endrunde im Crucible, in der er Ricky Walden mit 7:10 unterlag. Am Saisonende hatte er sich damit bis auf Platz 70 der Weltrangliste verbessert.
Im folgenden Jahr konnte er die guten Ergebnisse nicht ganz bestätigen. Erneut qualifizierte er sich zwar für International Championship und China Open, verlor dann aber jeweils das Auftaktmatch. Auch bei der UK Championship 2014 kam das Aus im zweiten Spiel. Lediglich bei den Indian Open 2015 gelang ihm mit dem Einzug ins Achtelfinale ein größerer Erfolg. Einen Achtungserfolg verbuchte er zudem beim Snooker Shoot-Out 2015, einem Einladungsturnier mit Sonderregeln, bei dem er bis ins Halbfinale gelangte. Trotz einer Auftaktniederlage bei der WM hatte er aber genug Preisgelder gesammelt, um in der Weltrangliste in der Zweijahreswertung Platz 56 zu erreichen und somit seinen Profistatus zu erhalten.

### Saison 2015/16
In der Saison 2015/16 schaffte er beim Shanghai Masters erneut die Qualifikation. Wie zwei Jahre zuvor erreichte er – unter anderem mit einem Sieg über Joe Perry – das Viertelfinale, in dem er Ding Junhui im entscheidenden Frame auf die schwarze Kugel besiegte. Es war sein erster Sieg gegen einen Top-5-Spieler. Anschließend besiegte er Mark Allen mit 6:1 und spielte gegen Judd Trump das erste Finale seiner Profikarriere. Trotz wechselhaften Verlaufs behielt er die Nerven und holte sich im letzten Frame mit 10:9 seinen ersten Titel. Durch den Sieg verbesserte er sich auf Platz 22 der Weltrangliste.
Der Sieg beim Shanghai Masters qualifizierte ihn für das Champion of Champions im November 2015. Bei diesem Turnier kam er nach Siegen über Judd Trump und Zhou Yuelong bis ins Halbfinale. Dort scheiterte er mit 3:6 an Mark Allen.
Im Februar erreichte er beim German Masters erneut das Halbfinale. Nach zwei Siegen in der Qualifikation konnte er in Berlin Rory McLeod, Michael Holt und Ryan Day jeweils mit 5:4 besiegen. Im ersten Match gegen McLeod lag er bereits mit 1:4 zurück, gewann aber noch mit 4 Frames in Folge. Im Halbfinale gegen Luca Brecel kämpfte er sich, nachdem er die ersten drei Frames verloren hatte, zwischenzeitlich noch zum 4:3, verlor das Match dann aber 6:3. Nach dem German Masters wurde er mit Platz 19 in der Weltrangliste auf seiner bis dahin besten Position geführt.
Nach dem Finale der Players Tour Championship stieg er in der Rangliste kurzfristig, bis nach den China Open 2016, auf Platz 18.
Für die Snookerweltmeisterschaft 2016 konnte er sich mit Siegen über Jason Weston, Martin O’Donnell und Matthew Stevens für die Hauptrunde im Crucible Theatre qualifizieren. In der ersten Runde konnte er sich in einem knappen Spiel gegen den gesetzten Joe Perry durchsetzen. Zu Beginn des Spiels ging Perry mit 0:2 und 2:4 zweimal mit zwei Frames in Führung, im restlichen Verlauf der Partie konnte kein Spieler mehr als einen Frame in Führung gehen, Kyren Wilson gewann 10:9. Einen gänzlich anderen Verlauf hatte das Achtelfinale. Wilson konnte zu Beginn sieben Frames in Folge gewinnen, sein Gegner Mark Allen setzte fünf Frames dagegen, es folgten vier Frames von Kyren Wilson zum 11:5. Allen holte ebenfalls vier Frames zum 11:9, dann beendete Kyren Wilson die Partie, indem er die letzten zwei Frames für die benötigten 13 Gewinnframes holte. Sein Gegner im Viertelfinale war der Weltranglistenerste Mark Selby. In der ersten Session verlor Wilson die ersten sechs Frames, konnte aber zum Ende der Session sein Ergebnis noch auf 6:2 verbessern. In der zweiten Session teilten er und Selby sich die acht gespielten Frames, sodass es 10:6 stand. In der abschließenden Session konnte Mark Selby die ersten zwei Frames gewinnen. Kyren Wilson konnte dann noch zwei Frames zum 12:8 für sich entscheiden, musste sich aber letztlich doch mit 13:8 aus dem Turnier verabschieden. Im vorletzten Frame erzielte er mit 143 Punkten sein bis dahin höchstes Break.

### Saison 2016/17
Nachdem er beim ersten Turnier der Saison nicht angetreten war, erreichte Wilson beim Indian Open zum zweiten Mal in seiner Karriere das Finale eines Ranglistenturniers. Diesmal unterlag er dem Schotten Anthony McGill mit 2:5. Danach kam er regelmäßig unter die letzten 32. Erst bei den Northern Ireland Open gelang ihm wieder ein größerer Erfolg. Er besiegte im Achtelfinale Ronnie O’Sullivan mit 4:3, obwohl dieser drei Centuries in Folge erzielte, und anschließend Mark Williams und verlor erst im Halbfinale gegen den späteren Sieger Mark King. Danach erreichte er mit Platz 13 seine bis dahin beste Weltranglistenposition.
Das Erstrundenaus bei der UK Championship im Anschluss war erst einmal ein Rückschlag, bei den Scottish Open erreichte er aber wieder das Achtelfinale. Über seine Ranglistenposition qualifizierte er sich erstmals für das Masters. Allerdings verlor er das erste Spiel gegen Ding Junhui. Danach geriet Wilson in eine zwischenzeitliche Krise und bei vier Turnieren in Folge schied er sieglos aus. Erst beim vorletzten Turnier der Saison, den China Open, stieß er wieder in die letzten Runden vor. Er besiegte den Weltranglistendritten Stuart Bingham und nahm Revanche an Ding, bevor Mark Selby im Halbfinale seinen Lauf stoppte. Bei der abschließenden WM traf er im Achtelfinale erneut auf Bingham und gewann mit 13:10. Zwar war danach gegen den späteren Finalisten John Higgins Schluss, aber sein bestes WM-Ergebnis aus dem Vorjahr hatte er damit bestätigt. Damit reichten die letzten beiden Resultate aus, um seinen 13. Ranglistenplatz zum Saisonende zu bestätigen.
Die Saison 2017/18 begann der Engländer mit einem Achtelfinaleinzug beim Riga Masters. Obwohl es eines der kleineren Turniere ist, rückte er zwischenzeitlich auf Platz 11 der Weltrangliste vor. Ende Juli nahm er an den World Games teil, wo er der topgesetzte Spieler im gemischten Teilnehmerfeld aus Männern, Frauen, Profis und Amateuren war. Er wurde seiner Favoritenrolle gerecht und holte mit einem 3:1-Sieg gegen Ali Carter die Goldmedaille.
Danach verpasste er die Qualifikation für die China Championship und das Indian Open, startete dafür aber umso erfolgreicher in das Paul Hunter Classic 2017. Drei Siege ohne Frameverlust brachten ihn wieder ins Achtelfinale. Dort verschlief er aber den Spielbeginn und obwohl er einen 0:3-Rückstand noch wettmachen konnte, verlor er den Entscheidungsframe gegen Ian Burns. Bei seinem nächsten Turnier, dem World Open, erreichte er zum dritten Mal in drei Jahren ein Finale. Gegen Ding Junhui verlor er allerdings klar mit 3:10.

### Ab 2017
Beim Masters 2018 erreichte er – nach einem dramatischen Halbfinalsieg gegen Judd Trump, bei dem er einen zwischenzeitlichen 2:5-Rückstand noch in einen 6:5-Sieg drehen konnte – das Finale. In diesem unterlag er gegen Mark Allen, nach ausgeglichenem Verlauf bis zum 5:5, noch mit 7:10, wobei seine schlechte Performance mit den Hilfsqueues vermutlich entscheidend war.
Für eine Überraschung sorgte Wilson bei der Snookerweltmeisterschaft 2018. Er konnte Matthew Stevens und Jamie Jones besiegen. Im Viertelfinale revanchierte er sich gegen Mark Allen mit 13:6 für die Masters-Niederlage, wodurch er zum ersten Mal in seiner Karriere in einem WM-Halbfinale stand. Dort verlor er mit 13:17 gegen John Higgins.
In die Saison 2018/19 startete er mit dem Viertelfinaleinzug beim Riga Masters. Beim Paul Hunter Classic erreichte er zum fünften Mal ein Ranglistenfinale und nach drei Finalniederlagen zuvor holte er sich mit einem 4:2-Sieg über Peter Ebdon seinen zweiten Main-Tour-Titel. Bei der anschließend ausgetragenen 6-Red World Championship gehörte er ebenfalls zu den Teilnehmern und erreichte erneut das Finale. Mit 8:4 gegen Ding Junhui gewann er sein erstes Einladungsturnier.
Beim folgenden Shanghai Masters verlor er erst im Halbfinale gegen den späteren Sieger Ronnie O’Sullivan. Danach sagte er aber die Teilnahme an der China Championship ab und erzielte einige schwächere Ergebnisse. Erst beim Champion of Champions, für das er sich durch den PHC-Sieg qualifiziert hatte, spielte er wieder erfolgreich. Er besiegte den amtierenden Weltmeister Mark Williams und den führenden in der Ein-Jahres-Rangliste Mark Allen. Im Finale verlor er erneut gegen O’Sullivan, wenn auch erst im Entscheidungsframe.
Es folgten wieder eine Reihe wechselhafter Ergebnisse mit zwei Auftaktniederlagen und einem Viertelfinale bei der UK Championship, bevor zu Beginn des neuen Jahres ein weiterer Höhepunkt anstand. Beim German Masters 2019 besiegte er unter anderem erneut Williams, diesmal sogar mit 5:0, und erreichte ein weiteres Finale. Mit einem 9:7-Sieg über David Gilbert holte er den dritten Ranglistentitel seiner Karriere.
2020 erreichte er, nachdem er unter anderen den Titelverteidiger und Weltranglistenersten Judd Trump im Viertelfinale besiegte, das Finale der Weltmeisterschaft 2020, unterlag aber relativ deutlich Ronnie O’Sullivan mit 18:8.
Zu Beginn der Saison 2020/21 gelang ihm der vierte Sieg bei einem Weltranglistenturnier. Bei der erstmaligen Austragung der Championship League als Ranglistenturnier besiegte er Judd Trump im Finale mit 3:1.
Nachdem in der Saison 2023/24 sein größter Erfolg bis dahin das Erreichen des Halbfinales bei den German Masters war, wurde er bei der Snookerweltmeisterschaft am 6. Mai 2024 durch einen 18:14-Sieg über Jak Jones zum ersten Mal in seiner Karriere Snookerweltmeister.
Beim Masters 2025 erreichte er zum zweiten Mal, das erste Mal war in 2018, das Finale des Mastersturniers. Hier unterlag er Shaun Murphy, der mit 10:7 gewann.
Am 2. Februar 2025 gewann er zum zweiten Mal das German Masters in einem spannenden Finale gegen Barry Hawkins mit 10:9.

## Siegstatistik

### Ranglistenturniersiege
- Shanghai Masters – 2015
- Paul Hunter Classic – 2018
- German Masters – 2019, 2025
- Championship League – 2020/2
- European Masters – 2022/2
- Snookerweltmeisterschaft – 2024
- Xi’an Grand Prix – 2024
- Northern Ireland Open – 2024
- Players Championship – 2025

### Weitere Turniere
- 6-Red World Championship – 2018
- Championship League – 2021
- Shanghai Masters – 2025
- Goldmedaillengewinner der World Games 2017